# Europees kampioenschap voetbal mannen onder 21 - 2006
Het Europees kampioenschap voetbal onder 21 van 2006 (kortweg: EK voetbal -21) is het EK voetbal voor spelers die op of na 1 januari 1983 geboren zijn. Ondanks dat sommige spelers anno 2006 maximaal 23 jaar kunnen zijn, wordt de leeftijdsgrens tussen twee EK's (in dit geval tussen 2004 en 2006) niet opgeschoven. Het toernooi werd gespeeld in Portugal en begon op dinsdag 23 mei met de poulewedstrijden en eindigde een kleine twee weken later op zondag 4 juni met de finale, waarin Nederland Europees kampioen onder 21 werd. Zij wonnen met 3-0 van Oekraïne.

## Speelsteden
Tijdens het toernooi in Portugal, werd er in de volgende steden gespeeld (met achter de stad het stadion):
- Águeda: Estádio Municipal de Águeda
- Aveiro: Estádio Municipal de Aveiro
- Barcelos: Estádio Cidade de Barcelos
- Braga: Estádio Municipal de Braga
- Guimarães: Estádio D. Afonso Henriques
- Porto: Estádio do Bessa Século XXI

## Selecties

### Nederland
| nr. | naam                | geb. datum | positie      | club                | wed. | doelpunten | geel | geel/rood | rood |
| --- | ------------------- | ---------- | ------------ | ------------------- | ---- | ---------- | ---- | --------- | ---- |
| 1   | Kenneth Vermeer     | 10-1-1986  | keeper       | Ajax                | 5    | 0          | 0    | 0         | 0    |
| 2   | Paul Verhaegh       | 1-9-1983   | verdediger   | Vitesse             | 2    | 0          | 1    | 0         | 0    |
| 3   | Gijs Luirink        | 12-9-1983  | verdediger   | FC Groningen        | 5    | 1          | 1    | 0         | 0    |
| 4   | Ramon Zomer         | 13-4-1983  | verdediger   | FC Twente           | 4    | 0          | 1    | 0         | 0    |
| 5   | Urby Emanuelson     | 16-6-1986  | verdediger   | Ajax                | 5    | 0          | 0    | 0         | 0    |
| 6   | Stijn Schaars       | 11-1-1984  | middenvelder | AZ                  | 5    | 0          | 0    | 0         | 0    |
| 7   | Romeo Castelen      | 3-5-1983   | aanvaller    | Feyenoord           | 4    | 0          | 0    | 0         | 0    |
| 8   | Nicky Hofs          | 17-5-1983  | middenvelder | Feyenoord           | 5    | 3          | 2    | 0         | 0    |
| 9   | Klaas-Jan Huntelaar | 12-8-1983  | aanvaller    | Ajax                | 5    | 4          | 2    | 0         | 0    |
| 10  | Ismaïl Aissati      | 16-8-1988  | middenvelder | PSV                 | 5    | 0          | 1    | 0         | 0    |
| 11  | Daniël de Ridder    | 6-3-1984   | aanvaller    | Celta de Vigo (Spa) | 5    | 1          | 0    | 0         | 0    |
| 12  | Haris Međunjanin    | 8-3-1985   | middenvelder | AZ                  | 2    | 0          | 0    | 0         | 0    |
| 13  | Patrick Gerritsen   | 13-3-1987  | aanvaller    | FC Twente           | 1    | 0          | 0    | 0         | 0    |
| 14  | Collins John        | 17-10-1985 | aanvaller    | Fulham FC (Eng)     | 2    | 0          | 0    | 0         | 0    |
| 15  | Fred Benson         | 10-4-1984  | aanvaller    | Vitesse             | 0    | 0          | 0    | 0         | 0    |
| 16  | Dwight Tiendalli    | 21-10-1985 | verdediger   | FC Utrecht          | 3    | 0          | 0    | 0         | 0    |
| 17  | Ron Vlaar           | 16-2-1985  | verdediger   | Feyenoord           | 4    | 0          | 2    | 0         | 0    |
| 18  | Arnold Kruiswijk    | 2-11-1984  | verdediger   | FC Groningen        | 0    | 0          | 0    | 0         | 0    |
| 19  | Edson Braafheid     | 8-4-1983   | verdediger   | FC Utrecht          | 3    | 0          | 1    | 0         | 0    |
| 20  | Demy de Zeeuw       | 26-5-1983  | middenvelder | AZ                  | 4    | 0          | 1    | 0         | 0    |
| 21  | Michel Vorm         | 20-10-1983 | keeper       | FC Den Bosch        | 0    | 0          | 0    | 0         | 0    |
| 22  | Remko Pasveer       | 8-11-1983  | keeper       | FC Twente           | 0    | 0          | 0    | 0         | 0    |

## Poulefase
In de poulefase speelden acht landen verdeeld over twee poules. De landen speelden ieder één keer tegen elkaar (halve competitie) en de twee beste teams gingen door naar de halve finale.

### Poule A
|   | land                 | P | W | G | V | Ptn | Dv    | Dt    |
| - | -------------------- | - | - | - | - | --- | ----- | ----- |
| 1 | Frankrijk            | 3 | 3 | 0 | 0 | 9   | 6 - 0 | 6 - 0 |
| 2 | Servië en Montenegro | 3 | 1 | 0 | 2 | 3   | 2 - 3 | 2 - 3 |
| 3 | Duitsland            | 3 | 1 | 0 | 2 | 3   | 1 - 4 | 1 - 4 |
| 4 | Portugal             | 3 | 1 | 0 | 2 | 3   | 1 - 3 | 1 - 3 |

| scheidsrechter: Serge Gumienny (Bel) ass.: Frederik Nilsson (Zwe) en Alex Verstraeten (Bel) vierde official: Martin Hansson (Zwe) |              | toeschouwers: |
| Servië en Montenegro | 0-1          | Duitsland 61' Polanski |
| Dragomir Okuka | coach        | Dieter Eilts |
| 1. Vladimir Stojković (c) 2. Branislav Ivanović 5. Milan Stepanov 6. Milan Biševać 13. Marko Lomić 18. Dušan Basta 17. Miloš Krasić 15. Dejan Milovanović ( 68') 10. Simon Vukčević ( 76') 8. Boško Janković ( 64') 9. Mirko Vučinić | opstellingen | 1. Michael Rensing 2. Moritz Volz 20. Lukas Sinkiewicz 4. Marvin Matip 3. Malik Fathi 8. Matthias Lehmann (c) 19. Eugen Polanski ( 65') 6. Christian Schulz 16. Roberto Hilbert ( 90' + 2') 9. Stefan Kießling 11. Nando Rafael ( 77') |
| 20. Milan Purović ( 64') 7. Nenad Milijaš ( 68') 19. Ivan Todorović ( 76') | wissels      | 14. Gonzalo Castro ( 65') 10. Christian Eigler ( 77') 5. Markus Brzenska ( 90' + 2') |
| 24' Janković | gele kaarten | 85' Matip |

dinsdag 23 mei 2006, 19:45u LT
Estádio Municipal de Braga, Braga
| scheidsrechter: Howard Webb (Eng) ass.: Fermín Martínez (Spa) en Roger East (Eng) vierde official: Alberto Undiano (Spa)                                                                      |              | toeschouwers: |
| Portugal | 0-1          | Frankrijk 41' Bruno Vale (eigen doelpunt) |
| Agostinho Oliveira | coach        | René Girard |
| 1. Bruno Vale 2. Nélson 6. Zé Castro 13. Rolando 15. Nuno Morais ( 72') 8. Manuel Fernandes ( 45') 10. João Moutinho 3. Raul Meireles 7. Ricardo Quaresma (c) ( 85') 9. Hugo Almeida 18. Nani | opstellingen | 16. Steve Mandanda 9. Bacary Sagna 5. Grégory Bourillon 8. Jacques Faty 4. Jérémy Berthod 11. Julien Faubert ( 61') 13. Yoann Gourcuff ( 65') 14. Antonio Mavuba (c) 15. Jérémy Toulalan 21. Florent Sinama-Pongolle 18. Jimmy Briand ( 83') |
| 17. Silvestre Varela ( 45') 11. Diogo Valente ( 72') 20. Lourenço ( 85') | wissels      | 12. Mathieu Flamini ( 61') 10. Lassana Diarra ( 65') 19. Yoan Gouffran ( 83') |
| 73' Rolando | gele kaarten | 23' Toulalan 73' Briand 80' Diarra |

donderdag 25 mei 2006, 17:15u LT
Estádio D. Afonso Henriques, Guimarães
| scheidsrechter: Alberto Undiano (Spa) ass.: Fermín Martínez (Spa) en Roger East (Eng) vierde official: Alon Yefet (Isr) |              | toeschouwers: |
| Frankrijk 45' Sinama-Pongolle 71' Gouffran 75' Mavuba | 3-0          | Duitsland |
| René Girard | coach        | Dieter Eilts |
| 16. Steve Mandanda 9. Bacary Sagna 5. Grégory Bourillon 8. Jacques Faty ( 64') 6. François Clerc 11. Julien Faubert 10. Lassana Diarra 14. Antonio Mavuba 15. Jérémy Toulalan ( 45') 19. Yoan Gouffran 21. Florent Sinama-Pongolle ( 62') | opstellingen | 1. Michael Rensing 2. Moritz Volz 20. Lukas Sinkiewicz 4. Marvin Matip 3. Malik Fathi 17. Patrick Ochs ( 70') 22. Sascha Riether 18. Peter Niemeyer ( 64') 6. Christian Schulz 15. Alexander Meier 9. Stefan Kießling ( 78') |
| 13. Yoann Gourcuff ( 45') 18. Jimmy Briand ( 62') 3. Jean-Michel Badiane ( 64') | wissels      | 14. Gonzalo Castro ( 64') 11. Nando Rafael ( 70') 13. Patrick Helmes ( 78') |
| 61' Faty | gele kaarten | 68' Castro |

donderdag 25 mei 2006, 19:45u LT
Cidade de Barcelos, Barcelos
| scheidsrechter: Martin Hansson (Zwe) ass.: Geir Åge Holen (Noo) en Frederik Nilsson (Zwe) vierde official: Gerald Lehner (Oos                                                                              |              | toeschouwers: |
| Portugal | 0-2          | Servië en Montenegro 17' Zé Castro (eigen doelpunt) 65' Ivanović |
| Agostinho Oliveira | coach        | Dragomir Okuka |
| 1. Bruno Vale 21. Filipe Oliveira 6. Zé Castro 4. Semedo 11. Diogo Valente 18. Nani ( 46') 8. Manuel Fernandes 3. Raul Meireles 7. Ricardo Quaresma (c) 9. Hugo Almeida ( 71') 17. Silvestre Varela ( 46') | opstellingen | 1. Vladimir Stojković (c) 2. Branislav Ivanović 5. Milan Stepanov 6. Milan Biševać 13. Marko Lomić 18. Dušan Basta ( 90') 19. Ivan Todorović 17. Miloš Krasić 7. Nenad Milijaš 8. Boško Janković 20. Milan Purović |
| 10. João Moutinho ( 46') 20. Lourenço ( 46') 19. Ricardo Té ( 71') | wissels      | 15. Dejan Milovanović ( 90') |
| 19' Felipe Oliveira 79' João Moutinho | gele kaarten | 44' Milijaš 49' Stepanov 57' Stojković |
| 63' Semedo | rode kaarten | |
| | opmerkingen  | 65' Nenad Milijaš mist een penalty |

zondag 28 mei 2006, 19:45u LT
Estádio D. Afonso Henriques, Guimarães
| scheidsrechter: Alon Yefet (Isr) ass.: Schmuel Shteif (Isr) en Gábor Erős (Hon) vierde official: Serge Gumienny (Bel) |              | toeschouwers: |
| Duitsland | 0-1          | Portugal 90' + 4' João Moutinho |
| Dieter Eilts | coach        | Agostinho Oliveira |
| 1. Michael Rensing ( 84') 2. Moritz Volz 20. Lukas Sinkiewicz ( 76') 4. Marvin Matip 6. Christian Schulz 16. Roberto Hilbert 19. Eugen Polanski 8. Mathias Lehmann (c) 18. Peter Niemeyer ( 71') 9. Stefan Kießling 11. Nando Rafael | opstellingen | 22. Daniel Fernandes 2. Nélson 6. Zé Castro 13. Rolando 15. Nuno Morais 14. Custódio 3. Raul Meireles 10. João Moutinho 8. Manuel Fernandes ( 45') 17. Silvestre Varela ( 74') 7. Ricardo Quaresma (c) |
| 14. Gonzalo Castro ( 71') 5. Markus Brzenska ( 76') 21. Florian Fromlowitz ( 84') | wissels      | 20. Lourenço ( 45') 18. Nani ( 74') |
| 14' Hilbert 67' Schulz 75' Sinkiewicz 83' Rensing | gele kaarten | 16' Manuel Fernandes 58' Zé Castro 63' Nuno Morais 68' Custódio 83' Quaresma 90' + 6' João Moutinho |

zondag 28 mei 2006, 19:45u LT
Estádio Municipal de Braga, Braga
| scheidsrechter: Gerald Lehner (Oos) ass.: Bernhard Zauner (Oos) en Geir Åge Holen (Noo) vierde official: Howard Webb (Eng) |              | toeschouwers: |
| Frankrijk 33' Bergougnoux 54' Toulalan | 2-0          | Servië en Montenegro |
| René Girard | coach        | Dragomir Okuka |
| 16. Steve Mandanda 6. François Clerc 3. Jean-Michel Badiane 4. Jérémy Berthod 2. Lucien Aubey 19. Yoan Gouffran ( 82') 15. Jérémy Toulalan (c) ( 56') 10. Lassana Diarra 7. Olivier Veigneau 17. Bryan Bergougnoux 20. Anthony Le Tallec ( 61') | opstellingen | 1. Vladimir Stojković 2. Branislav Ivanović 5. Milan Stepanov 6. Milan Biševać 13. Marko Lomić 18. Dušan Basta ( 47') 19. Ivan Todorović 7. Nenad Milijaš 17. Miloš Krasić 8. Boško Janković ( 65') 20. Milan Purović |
| 14. Antonio Mavuba ( 56') 13. Yoann Gourcuff ( 61') 21. Florent Sinama-Pongolle ( 82') | wissels      | 10. Simon Vukčević ( 47') 3. Duško Tošić ( 65') |
| 63' Bergougnoux 74' Gourcuff | gele kaarten | 42' Lomić 90' + 2' Tošić |

* LT = lokale tijd

### Poule B
|   | land       | P | W | G | V | Ptn | Dv    | Dt    |
| - | ---------- | - | - | - | - | --- | ----- | ----- |
| 1 | Oekraïne   | 3 | 2 | 0 | 1 | 6   | 4 - 3 | 4 - 3 |
| 2 | Nederland  | 3 | 1 | 1 | 1 | 4   | 3 - 3 | 3 - 3 |
|   |            |   |   |   |   |     |       |       |
| 3 | Italië     | 3 | 1 | 1 | 1 | 4   | 4 - 4 | 4 - 4 |
| 4 | Denemarken | 3 | 0 | 2 | 1 | 2   | 5 - 6 | 5 - 6 |

| scheidsrechter: Gerald Lehner (Oos) ass.: Bernhard Zauner (Oos) en Gábor Erős (Hon) vierde official: Duarte Gomes (Por) |              | toeschouwers: |
| Oekraïne 39' Milevsky (pen) 51' Fomin | 2-1          | Nederland 90' + 2' Luirink |
| Oleksij Mychajlytsjenko | coach        | Foppe de Haan |
| 1. Andrij Pjatov 15. Grigori Jarmasj 5. Oleksandr Jatsenko 6. Dmytro Tsjyhrynsky 2. Olexander Romantsjoek 14. Jevgen Tsjeberiatsjko 9. Adrian Poekanitsj ( 74') 19. Olexander Maximov 17. Taras Michalik 11. Ruslan Fomin ( 80') 10. Artem Milevsky ( 90' + 3') | opstellingen | 1. Kenneth Vermeer 2. Paul Verhaegh ( 80') 17. Ron Vlaar 3. Gijs Luirink 19. Edson Braafheid ( 46') 8. Nicky Hofs ( 71') 6. Stijn Schaars (c) 5. Urby Emanuelson 7. Romeo Castelen 9. Klaas-Jan Huntelaar 11. Daniël de Ridder |
| 21. Andrei Oberemko ( 74') 8. Oleksandr Aliejev ( 80') 7. Maxim Festsjoek ( 90' + 3') | wissels      | 10. Ismaïl Aissati ( 46') 12. Haris Međunjanin ( 71') 14. Collins John ( 80') |
| 49' Fomin | gele kaarten | 54' Huntelaar |

woensdag 24 mei 2006, 19:45u LT
Estádio Municipal de Aveiro, Aveiro
| scheidsrechter: Alon Yefet (Isr) ass.: Geir Åge Holen (Noo) en Schmuel Shteif (Isr) vierde official: Perdo Proença (Por) |              | toeschouwers: |
| Italië 16' Potenza 61' Palladino 90' Bianchi | 3-3          | Denemarken 21' Würtz 33' Kahlenberg 41' Andreasen |
| Claudio Gentile | coach        | Flemming Serritslev |
| 22. Gianluca Curci 2. Alessandro Potenza 3. Cesare Bovo 8. Michele Canini 6. Giorgio Chiellini 17. Pasquale Foggia 4. Marco Donadel (c) 21. Paolo Sammarco 14. Marino Defendi ( 55') 11. Gianpaolo Pazzini ( 68') 19. Raffaele Palladino | opstellingen | 1. Kevin Stuhr Ellegaard 2. Michael Jakobsen 3. Leon Andreasen 4. Daniel Agger 17. Jonas Troest 6. Rasmus Würtz (c) 7. Martin Bergvold 9. Jonas Kamper 10. Thomas Kahlenberg 20. Simon Poulsen ( 73') 21. Nicklas Bendtner ( 79') |
| 20. Alessandro Rosina ( 55') 9. Rolando Bianchi ( 68') | wissels      | 8. Jacob Sørensen ( 73') 11. Morten Rasmussen ( 79') |
| 40' Donadel 59' Gianpaolo Pazzini | gele kaarten | 55' Andreasen 60' Würtz |

vrijdag 26 mei 2006, 17:15u LT
Estádio Municipal de Aveiro, Aveiro
| scheidsrechter: Serge Gumienny (Bel) ass.: Alex Verstraeten (Bel) en Bernhard Zauner (Oos) vierde official: Pedro Proença (Por) |              | toeschouwers: |
| Denemarken 48' Kahlenberg | 1-1          | Nederland 38' Huntelaar |
| Flemming Serritslev | coach        | Foppe de Haan |
| 1. Kevin Stuhr Ellegaard 2. Michael Jakobsen ( 46') 3. Leon Andreasen 4. Daniel Agger ( 67') 17. Jonas Troest 9. Jonas Kamper 6. Rasmus Würtz (c) 7. Martin Bergvold 8. Jacob Sørensen 10. Thomas Kahlenberg 21. Nicklas Bendtner ( 60') | opstellingen | 1. Kenneth Vermeer 2. Paul Verhaegh 4. Ramon Zomer ( 86') 3. Gijs Luirink 5. Urby Emanuelson 8. Nicky Hofs 6. Stijn Schaars (c) 10. Ismaïl Aissati 13. Patrick Gerritsen ( 46') 9. Klaas-Jan Huntelaar 11. Daniël de Ridder ( 68') |
| 5. Martin Pedersen ( 46') 11. Morten Rasmussen ( 60') 14. Henrik Kildentoft ( 67') | wissels      | 14. Collins John ( 46') 20. Demy de Zeeuw ( 68') 12. Haris Međunjanin ( 86') |
| 5' Kahlenberg 65' Rasmussen | gele kaarten | 45' + 1' Verhaegh |

vrijdag 26 mei 2006, 19:45u LT
Estádio Municipal de Águeda, Águeda
| scheidsrechter: Howard Webb (Eng) ass.: Roger East (Eng) en Schmuel Shteif (Isr) vierde official: Duarte Gomes (Por) |              | toeschouwers: |
| Italië 90' + 3' Chiellini | 1-0          | Oekraïne |
| Claudio Gentile | coach        | Oleksij Mychajlytsjenko |
| 22. Gianluca Curci 2. Alessandro Potenza 8. Michele Canini 3. Cesare Bovo 6. Giorgio Chiellini 17. Pasquale Foggia ( 70') 21. Paolo Sammarco 4. Marco Donadel (c) 20. Alessandro Rosina 19. Raffaele Palladino 9. Rolando Bianchi ( 62') | opstellingen | 1. Andrij Pjatov 15. Grigori Jarmasj 6. Dmytro Tsjyhrynsky 5. Oleksandr Jatsenko (c) ( 79') 2. Olexander Romantsjoek 21. Andrei Oberemko 8. Oleksandr Aliejev 14. Jevgen Tsjeberiatsjko 16. Ivan Krivosjejenko ( 46') 7. Maxim Festsjoek ( 60') 10. Artem Milevsky |
| 11. Gianpaolo Pazzini ( 62') 14. Marino Defendi ( 70') | wissels      | 17. Taras Michalik ( 46') 11. Ruslan Fomin ( 60') 3. Mikola Istsjenko ( 79') |
| 42' Sammarco 51' Palladino 83' Donadel 89' Chiellini | gele kaarten | 25' Jarmasj 90' + 2' Romantsjoek |

maandag 29 mei 2006, 19:45u LT
Estádio Municipal de Aveiro, Aveiro
| scheidsrechter: Martin Hansson (Zwe) ass.: Frederik Nilsson (Zwe) en Alex Verstraeten (Bel) vierde official: Pedro Proença (Por |              | toeschouwers: |
| Nederland 74' De Ridder | 1-0          | Italië |
| Foppe de Haan | coach        | Claudio Gentile |
| 1. Kenneth Vermeer 16. Dwight Tiendalli 17. Ron Vlaar 3. Gijs Luirink 5. Urby Emanuelson ( 60') 8. Nicky Hofs ( 90' + 2') 6. Stijn Schaars (c) ( 72') 10. Ismaïl Aissati 7. Romeo Castelen 9. Klaas-Jan Huntelaar 20. Demy de Zeeuw | opstellingen | 22. Gianluca Curci 2. Alessandro Potenza 3. Cesare Bovo (c) 8. Michele Canini ( 78') 6. Giorgio Chiellini 20. Alessandro Rosina ( 61') 21. Paolo Sammarco 18. Riccardo Montolivo 17. Pasquale Foggia 19. Raffaele Palladino ( 69') 9. Rolando Bianchi |
| 19. Edson Braafheid ( 60') 11. Daniël de Ridder ( 72') 4. Ramon Zomer ( 90' + 2') | wissels      | 14. Marino Defendi ( 61') 10. Davide Biondini ( 69') 15. Giuseppe Scurto ( 78') |
| 78' Nicky Hofs 90' + 1' Braafheid 90' + 3' De Zeeuw | gele kaarten | 37' Sammarco 75' Chiellini 83' Montolivo |

maandag 29 mei 2006, 19:45u LT
Estádio Municipal de Águeda, Águeda
| scheidsrechter: Alberto Undiano (Spa) ass.: Gábor Erős (Hon) en Fermín Martínez (Spa) vierde official: Duarte Gomes (Por) |              | toeschouwers: |
| Denemarken 43' Kahlenberg | 1-2          | Oekraïne 31' Fomin 84' Milevsky |
| Flemming Serritslev | coach        | Oleksij Mychajlytsjenko |
| 1. Kevin Stuhr Ellegaard 17. Jonas Troest 3. Leon Andreasen 4. Daniel Agger 2. Michael Jakobsen 9. Jonas Kamper ( 71') 6. Rasmus Würtz (c) 7. Martin Bergvold ( 62') 8. Jacob Sørensen 10. Thomas Kahlenberg 21. Nicklas Bendtner | opstellingen | 1. Andrij Pjatov 15. Grigori Jarmasj 6. Dmytro Tsjyhrynsky 5. Oleksandr Jatsenko (c) 2. Olexander Romantsjoek 17. Taras Michalik 9. Adrian Poekanitsj ( 67') 14. Jevgen Tsjeberiatsjko 19. Olexander Maximov 11. Ruslan Fomin ( 78') 10. Artem Milevsky |
| 11. Morten Rasmussen ( 62') 19. Johan Absalonsen ( 71') | wissels      | 21. Andrei Oberemko ( 67') 8. Oleksandr Aliejev ( 78') |
| 55' Agger 59' Troest 68' Andreasen | gele kaarten | 19' Maximov 58' Milevsky |

## Halve finales
donderdag 1 juni 2006, 17:15u LT
Estádio Municipal de Braga, Braga
| scheidsrechter: Alberto Undiano (Spa) ass.: Frederik Nilsson (Zwe) en Geir Åge Holen (Noo) vierde official: Martin Hansson (Zwe) |                  | toeschouwers: |
| Frankrijk 51' Faubert 85' Bergougnoux | 2 - 2 (2 - 3 nv) | Nederland 6' Hofs 38' Huntelaar 107' Hofs |
| René Girard | coach            | Foppe de Haan |
| 16. Steve Mandanda 9. Bacary Sagna 5. Grégory Bourillon 8. Jacques Faty 4. Jérémy Berthod 11. Julien Faubert 13. Yoann Gourcuff ( 46') 14. Rio Antonio Mavuba 15. Jérémy Toulalan 21. Florent Sinama-Pongolle ( 46') 18. Jimmy Briand ( 77') | opstellingen     | 1. Kenneth Vermeer 16. Dwight Tiendalli 17. Ron Vlaar 3. Gijs Luirink 5. Urby Emanuelson ( 70') 10. Ismaïl Aissati ( 91') 20. Demy de Zeeuw ( 46') 6. Stijn Schaars (c) 8. Nicky Hofs 9. Klaas-Jan Huntelaar 7. Romeo Castelen |
| 10. Lassana Diarra ( 46') 19. Yohan Gouffran ( 46') 17. Bryan Bergougnoux ( 77') | wissels          | 4. Ramon Zomer ( 46') 19. Edson Braafheid ( 70') 11. Daniël de Ridder ( 91') |
| 17' Faubert 21' Sagna 103' Faubert 112' Bergougnoux | gele kaarten     | 41' Aissati 58' Huntelaar 75' Zomer 82' Vlaar 84' Hofs 111' Luirink |
| 103' Faubert (geel/rood) | rode kaarten     | |

donderdag 1 juni 2006, 20:45u LT
Estádio Municipal de Aveiro, Aveiro
| scheidsrechter: Howard Webb (Eng) ass.: Roger East (Eng) en Gábor Erős (Hon) vierde official: Serge Gumienny (Bel) |                 | toeschouwers: |
| Oekraïne | 0 - 0 (5 - 4 p) | Servië en Montenegro |
| Oleksij Mychajlytsjenko | coach           | Dragomir Okuka |
| 1. Andri Pjatov ( 120') 15. Grigori Jarmasj 5. Oleksandr Jatsenko 6. Dmytro Tsjyhrynsky 2. Olexander Romantsjoek 17. Taras Michalik 14. Jevgen Tsjeberiatsjko 19. Olexander Maximov 9. Adrian Poekanitsj ( 58') 10. Artem Milevsky ( 19') 11. Ruslan Fomin | opstellingen    | 1. Vladimir Stojković 2. Branislav Ivanović ( 91') 5. Milan Stepanov 6. Milan Biševac 3. Duško Tošić ( 65') 18. Dušan Basta 19. Ivan Todorović ( 76') 7. Nenad Milijaš 13. Marko Lomić 17. Miloš Krasić 20. Milan Purović |
| 18. Olexei Godin ( 19') 8. Oleksandr Aliejev ( 58') 12. Olexandr Rybka ( 120') | wissels         | 8. Boško Janković ( 65') 15. Dejan Milovanović ( 76') 4. Nemanja Rnić ( 91') |
| 70' Jarmasj 93' Romantsjoek | gele kaarten    | 39' Biševac 62' Ivanović |

nv = stand na verlenging
p = stand na penalty's

## Finale
zondag 4 juni 2006, 19:45u LT
Estádio do Bessa Século XXI, Porto
| scheidsrechter:Martin Hansson (Zwe) ass.:Frederik Nilsson (Zwe) en Roger East (Eng) vierde official: Howard Webb (Eng)                                                                                                  |              | toeschouwers: |
| Nederland 11' Huntelaar 43' Huntelaar (pen) 90' + 4' Hofs | 3 - 0        | Oekraïne |
| Foppe de Haan | coach        | Oleksij Mychajlytsjenko |
| 1. Kenneth Vermeer 16. Dwight Tiendalli 17. Ron Vlaar 3. Gijs Luirink 5. Urby Emanuelson 10. Ismaïl Aissati ( 78') 20. Demy de Zeeuw 6. Stijn Schaars (c) 8. Nicky Hofs 9. Klaas-Jan Huntelaar 7. Romeo Castelen ( 69') | opstellingen | 1. Andri Pjatov 15. Grigori Jarmasj 6. Dmytro Chygrynskiy 5. Oleksandr Jatsenko (c) 2. Olexander Romantsjoek 17. Taras Michalik 18. Olexiy Godin ( 46') 14. Jevgen Tsjeberiatsjko 19. Olexander Maximov 10. Artem Milevsky 11. Ruslan Fomin ( 46') |
| 11. Daniël de Ridder ( 69') 4. Ramon Zomer ( 78') | wissels      | 7. Maxym Feschuk ( 46') 8. Oleksandr Aliejev ( 46') |
| 74' Vlaar | gele kaarten | 26' Romantsjoek 38' Jarmasj 42' Jatsenko 77' Romantsjoek |
| | rode kaarten | 77' Romantsjoek (geel/rood) |

| Kampioen: NEDERLAND (1ste titel) |

## Topscorers
|   | speler              | land            | doelpunten |
| - | ------------------- | --------------- | ---------- |
| 1 | Klaas-Jan Huntelaar | Nederland       | 4          |
| 2 | Nicky Hofs          | Nederland       | 3          |
|   | Thomas Kahlenberg   | Denemarken      | 3          |
| 4 | Bryan Bergougnoux   | Frankrijk       | 2          |
|   | Ruslan Fomin        | Oekraïne        | 2          |
|   | Artem Milevsky      | Oekraïne        | 2          |
| 7 | zestien spelers     | zestien spelers | 1          |

## Sterrenelftal
Het sterrenelftal van het EK-21 (opgesteld door de UEFA op 5 juni) bestaat uit vier Nederlanders, drie Fransen, twee Oekraïners, één Deen en één speler van Servië en Montenegro.

## Trivia
Net als bij het EK '88 was Nederland bij dit EK de winnaar waarbij het tweede werd in de poule. Ook verloor Nederland in beide gevallen zijn wedstrijd in de poule tegen de uiteindelijke finalist en Oost-Europees land (Sovjet-Unie / Oekraïne).
1978 · 1980 · 1982 · 1984 · 1986 · 1988 · 1990 · 1992 · 1994 · 1996 · 1998 · 2000 · 2002 · 2004 · 2006 · 2007 · 2009 · 2011 · 2013 · 2015 · 2017 · 2019 · 2021 · 2023 · 2025 · 2027 

Jeugd-EK's: onder 21 · onder 19 · onder 17       Jeugd-WK's: onder 20 · onder 17